# Minelab Electronics
Майнлеб (англ. Minelab Electronics) — австралійська компанія що спеціалізується на виготовленні металодетекторів як для пошуковців-любителів, археологів так і для військових цілей.